# Deuterophysa fernaldi
Deuterophysa fernaldi is een vlinder van de familie van de grasmotten (Crambidae), uit de onderfamilie van de Spilomelinae. De wetenschappelijke naam van deze soort is voor het eerst voorgesteld door Eugene Gordon Munroe in een publicatie uit 1983.
De soort komt voor in de Verenigde Staten (Florida) en Cuba.